# Ley de Independencia de Ghana de 1957
La Ley de Independencia de Ghana de 1957 es una ley del Parlamento del Reino Unido que concedió a la Costa del Oro un gobierno plenamente responsable dentro de la Mancomunidad Británica de Naciones con el nombre de Ghana. La Ley recibió el Consentimiento Real el 7 de febrero de 1957 y Ghana se constituyó el 6 de marzo de 1957.

## Antecedentes
La independencia dentro de la Commonwealth británica no podía ser alcanzada por un territorio dependiente sin una legislación aprobada previamente en Westminster. Las principales disposiciones de la Ley siguen de cerca el Estatuto de Westminster y la Ley de Independencia de Ceilán de 1947. La concesión de la independencia a la Costa del Oro se logró mediante dos operaciones legislativas separadas, a saber, la aprobación del Acta y la elaboración de la Orden del Consejo de Ghana (Constitución) de 1957. Una cuestión que complicó la legislación fue que lo que se convertiría en Ghana no era una unidad constitucional única, sino cuatro zonas distintas: La Colonia de la Costa del Oro, que era una colonia de la Corona y, por tanto, parte de los dominios de Su Majestad; Ashanti, que también era una colonia de la Corona y parte de los dominios de Su Majestad; los Territorios del Norte de la Costa de Oro, que eran un protectorado británico y no formaban parte de los dominios de Su Majestad; y Togolandia Británica, que era un territorio en fideicomiso de las Naciones Unidas y no formaba parte de los dominios de Su Majestad. Con respecto a los Territorios del Norte, la legislación ponía fin a los acuerdos con los jefes nativos en los que se basaba el estatus de protectorado. Con respecto a Togolandia Británica, se celebró un referéndum para determinar el consentimiento de su población a ser unida con el resto de lo que se convertiría en Ghana. A partir de la entrada en vigor de la Ley, todo lo que pasó a ser Ghana pasó a formar parte de los dominios de Su Majestad como un único dominio unificado denominado Ghana.[cita requerida]

## El camino hacia la independencia
La legislación independentista empezó a tomar forma tras la vuelta al poder del Partido de la Convención Popular en las elecciones generales de Costa del Oro de 1954. El partido obtuvo 79 de los 104 escaños. El gobierno de la Costa del Oro expresó su esperanza de lograr la independencia durante el mandato de la nueva asamblea.
En 1956 permanecía sin resolver en el seno de la Costa del Oro la cuestión sobre la forma de la Constitución tras la independencia . Ese mismo año, el gobierno del Reino Unido declaró públicamente que, siempre que contara con el apoyo de una "mayoría razonable", el Reino Unido estaba dispuesto a legislar para que la Costa del Oro obtuviera la independencia dentro de la Commonwealth británica. El Secretario de Estado para las Colonias añadió que "la plena pertenencia a la Commonwealth es, por supuesto, una cuestión diferente y es objeto de consulta entre todos los miembros existentes de la Commonwealth". Esta distinción reflejaba la opinión de que la plena adhesión a la Commonwealth requería el consentimiento de todos sus miembros. En última instancia, todos los miembros de la Commonwealth consintieron la plena adhesión de Ghana. El acuerdo de la Commonwealth fue anunciado por el Primer Ministro del Reino Unido el 21 de febrero de 1956. El 23 de febrero se expidieron las cartas patentes que constituían el cargo de Gobernador General de Ghana y las instrucciones reales al Gobernador General, que entraron en vigor el 6 de marzo de 1956. Una Orden del Consejo dotó a Ghana de su primera constitución.[cita requerida]

## Independencia
La fecha de la independencia, el 6 de marzo, se eligió por su significado histórico: El 6 de marzo de 1844, un grupo de jefes de Ghana firmó un tratado, conocido como el Bond, con el entonces gobernador británico. Dicho tratado se convirtió en el símbolo de la soberanía del gobierno local de las autoridades indígenas.